# Liste des maires du Croisic
La liste des maires du Croisic présente un historique des maires de la commune française du Croisic située dans le département de la Loire-Atlantique et la région des Pays de la Loire.

## Liste des maires

### Sous l'Ancien Régime
| Période                                  | Période | Identité               | Étiquette | Qualité                                |
| ---------------------------------------- | ------- | ---------------------- | --------- | -------------------------------------- |
| Les données manquantes sont à compléter. |         |                        |           |                                        |
| 1633                                     |         | Guillaume André        |           |                                        |
| 1640                                     |         | Jacques de Drézigué    |           |                                        |
| 1646                                     |         | René Maillard          |           |                                        |
| 1650                                     |         | Paul Maillard          |           |                                        |
| 1687                                     |         | Guillaume André        |           |                                        |
| 1712                                     |         | Paul Maillard          |           | sieur des Forges                       |
| 1718                                     |         | Jean André             |           | sieur des Jardins                      |
| 1742                                     |         | Louis Maillard         |           | sieur de Ker Roux                      |
| 1765                                     | 1782    | René David de Drézigué |           | armateur, député aux États de Bretagne |

### Entre 1793 et 1940
| Période                                  | Période                     | Identité                   | Étiquette   | Qualité |
| ---------------------------------------- | --------------------------- | -------------------------- | ----------- | --- |
| Les données manquantes sont à compléter. |                             |                            |             | |
| 1793                                     | 1793                        | René David de Drézigué     |             | Armateur Député aux États de Bretagne                                                                               |
| Les données manquantes sont à compléter. |                             |                            |             | |
| -                                        | < 1800                      | Yves Chellet               |             | Médecin |
| 1793                                     | 1795                        | Pierre Chevalier           |             | |
| 1796                                     | 1797                        | Jean Langevin              |             | |
| 1797                                     | 1797                        | Jean Horveno               |             | |
| 1797                                     | 1799                        | Pierre Calvé               |             | |
| 1799                                     | 1801                        | Paul Gaudin                |             | |
| 1802                                     | 1806                        | René Frogier               |             | |
| 1806                                     | 1820                        | Jean Gaillerand            |             | |
| 1820                                     | 1832                        | Joseph Tessier             |             | |
| 1832                                     | 17 octobre 1837             | Vincent Caillard           |             | |
| 17 octobre 1837                          | 1839                        | Hippolyte Calvé            |             | |
| 1839                                     | 1845                        | Louis Le Barbier de Pradun |             | Syndic de la marine                                                                                                 |
| 1845                                     | 1865                        | Édouard Benoît             |             | Raffineur |
| 1865                                     | 1871                        | Augustin Amelot            |             | Docteur en médecine                                                                                                 |
| 1871                                     | mai 1908                    | Augustin Maillard          | Droite      | Propriétaire terrien, négociant et industriel en sel Sénateur (1897-1920) Conseiller général du Croisic (1862-1907) |
| mai 1908                                 | 17 avril 1921 (démission)   | Emmanuel Provost           | RG          | Expéditeur de marée, conseiller d'arrondissement                                                                    |
| 17 avril 1921                            | 25 octobre 1928 (démission) | Joseph Butat               | Républicain | |
| 25 octobre 1928                          | 10 février 1940 (décès)     | Auguste Masson             | Rad.soc.    | Ingénieur agricole, ancien adjoint Conseiller général du Croisic (1931-1940)                                        |

### Depuis 1940
| Période         | Période                | Identité         | Étiquette    | Qualité |
| --------------- | ---------------------- | ---------------- | ------------ | --- |
| février 1940    | décembre 1948 (décès)  | Charles Nourry   |              | Entrepreneur Conseiller général du Croisic (1945-1948) |
| janvier 1949    | 9 mai 1953             | Constant Germon  |              | Élu à la suite d'une élection municipale complémentaire |
| 9 mai 1953      | 26 mars 1971           | Jean Clénet      | DVD          | Médecin Conseiller général du Croisic (1958-1976) |
| 26 mars 1971    | 26 mars 1977           | Léon Le Cléac'h  | PS           | Contrôleur des PTT |
| 26 mars 1977    | 12 mars 1983           | Pierre Thomère   | DVD          | Inspecteur divisionnaire honoraire |
| 12 mars 1983    | 3 février 1986 (décès) | Louis Jaunay     | RPR          | Retraité Conseiller général du Croisic (1982-1986) |
| 13 février 1986 | 17 mars 1986 (décès)   | Jacques Guilleux | RPR          | Retraité, ancien premier adjoint |
| 25 mars 1986    | mars 1989              | Jean Auffret     | DVD          | Mareyeur Conseiller général du Croisic (1986-1994) |
| mars 1989       | 19 juin 1995           | Marcel Laurent   | DVD          | Peintre retraité |
| 19 juin 1995    | 21 mars 2008           | Christophe Priou | RPR puis UMP | Cadre à la chambre de commerce et d'industrie Député de la Loire-Atlantique (7e circ.) (2002-2017) Conseiller général du Croisic (1994-2002) Vice-président du conseil général (2001-2002) |
| 21 mars 2008    | En cours               | Michèle Quellard | DVD          | Retraitée 9e vice-présidente de Cap Atlantique |

## Pour approfondir